# 勝訴ストリップ
『勝訴ストリップ』（しょうそストリップ 英題：Shouso Strip、Winning Strip）は、2000年3月31日に東芝EMI（当時）より発売された日本のシンガーソングライター・椎名林檎の2作目のスタジオ・アルバム。売上が250万枚を超え、ダブルミリオンを記録した。

## 概要
前作『無罪モラトリアム』から約1年ぶりに発売されたスタジオ・アルバム。先行発売されたシングル『本能』、『ギブス』、『罪と罰』など、全13曲を収録。またライブ・ツアー「先攻エクスタシー」などですでに披露されていた「アイデンティティ」は本作で初めて音源化された。初回限定版は特殊スリーブケース入りの豪華ブックレット仕様。
2000年4月3日付のオリコン週間アルバムチャートで初の首位を獲得。最終的には250万枚以上という自身最大の売り上げを記録し、トップアーティストとしての地位を確立した。また、本作で日本ゴールドディスク大賞ロック・アルバム・オブ・ザ・イヤー、第42回日本レコード大賞 ベストアルバム賞を受賞している。
2000年度（2000年4月1日〜2001年3月31日）のEMIグループの全世界でのアルバム売上では200万枚を記録し第9位にランクインされている。
自らを「新宿系」と名乗るなど、椎名にとって長年のパートナーとなる東芝EMIの担当ディレクター山口一樹やアートディレクターの木村豊（CENTRAL67）を中心とするブランディング・チームとともに作り上げた虚実入り混じる「椎名林檎」というブランド・イメージも手伝い、前作『無罪モラトリアム』と今作によって椎名はカリスマ的存在となった。しかしそれは送り手側の予想をはるかに超えるものであり、作品は彼女の自意識の表現そのものとして受け取られた。本来は自意識を吐露するタイプのシンガーソングライターではなく、ファンやレコード会社の要求に応えるプロの音楽作家志向の椎名はその状況に違和感を抱き、その後の作品や音楽活動で軌道修正を図る。

### 制作
アルバムの制作は1999年の夏に開始され、その夏が終わるころにはすべてのレコーディングが終了していた。当初は昔の曲を中心に収録する予定で、まるで『無罪モラトリアム』の延長、あるいはそのもののようなアルバムとなるはずだった。しかし、椎名が多忙のせいでそれまでレコーディングできなかった新曲を入れようと決めたことで、最初の収録リストは一旦リセットとなった。スタッフが椎名のイメージを最優先する雰囲気を作ってくれたおかげで「これはこの人じゃなきゃダメだし、これは私が弾く」という具合にレコーディングも彼女の一存で進み、前作よりも自分に正直にエゴイスティックに制作出来たと本人は語っている。一曲一曲のイメージがはっきりしていてそれぞれ単独でも聞ける、まるでシングル・コレクションのようだった前作に対し、今作はアルバム全体を通して聞くことを前提に作られている。

## シンメトリー
| 勝訴ストリップ       | 勝訴ストリップ     |
| -------------------- | ------------------ |
| 01. 虚言症           | 13. 依存症         |
| 02. 浴室             | 12. 本能           |
| 03. 弁解ドビュッシー | 11. 病床パブリック |
| 04. ギブス           | 10. サカナ         |
| 05. 闇に降る雨       | 09. 月に負け犬     |
| 06. アイデンティティ | 08. ストイシズム   |
| 07. 罪と罰           |                    |

本作では、収録曲の配置（字数）が7曲目の「罪と罰」を中心にシンメトリーに並べられているほか、総合収録時間も55分55秒と、徹底的なこだわりを見せている。BLANKEY JET CITYの浅井健一がエレキギターを弾くと決まった段階で、中心に「罪と罰」を配置し、13曲入りのアルバムにするということは決定していたという。またオープニングとエンディングの曲も決まっていた。合計時間を55分55秒にすることについても最初に決めており、「『無罪モラトリアム』が「短い」と言われたため、少し延ばした」と語っている。このようなシンメトリーに対するこだわりは、以降の作品にも受け継がれていき、東京事変の作品においても反映されている。
また、本作の略称は「勝訴」と「ストリップ」の頭文字からそれぞれをとり、ブックレットに「SS」と表記されている。

## 収録曲

### 楽曲解説
※以下、15周年公式サイトを参照。
1. 虚言症
  - 椎名が高校生のころに制作した曲。本作までに発表してきた曲の中でもっとも古い曲は「あおぞら」だったが、それよりも前に作られた曲で、初めて本格的に作った曲だとインタビューで語っている。この曲の歌詞に出てくる「君」とは、福岡に住んでいた当時の新聞に載っていた、線路の上に寝転んで自殺を図った少女のことで、「私はあなたのためにも歌うことが出来る」と言い切ってしまっている歌であるという。製作された当初のタイトルは「大丈夫」であったが、本作に収録するにあたり「虚言症」とタイトルを変えている。これについて椎名は「今から思うと、そのころ思い込んでたことが嘘になっちゃったってことなのかな？」とコメントしている。
2. 浴室
  - アルバム発売前には、プロモーションの一環としてこの曲のフルが無料配信された。「生死とかを超越した融合を実現したい」という欲望と提案について歌った曲。椎名自身、このアルバムの中で一番好きな曲かもしれないとも語っている。この曲は、ジャン＝フィリップ・トゥーサンの同名小説でジョン・ルヴォフ監督による1987年公開のフランス映画をイメージしたそうで、椎名がいつもビデオを借りに行っていた東中野のレンタルビデオ屋で、そのビデオの背表紙を見た時に思いついたという。ただし、当時本人はその映画を観ていなかったとのこと。
  - 本作では数少ないプログラミング主体の楽曲となっている。2003年に発表された9枚目のシングル『りんごのうた』のカップリング曲には、英語の歌詞でアレンジの異なる「la salle de bain」が収録されている（2008年発売のアルバム『私と放電』にも収録）。その他、2007年に発表された斎藤ネコとの共同名義でのアルバム『平成風俗』には、本作と「la salle de bain」を合わせたようなアレンジバージョンが収録されている。
3. 弁解ドビュッシー
  - デビュー当時、フェイバリット・アーティストにドビュッシーを挙げた椎名に対して、周囲が「何で？」という反応を示したこと、また、辛い恋をしていたことからできた曲。それに対する「ドビュッシーを好きなことに説明とか弁解なんてあるかよ！」「辛い恋することに弁解なんてあるかよ！」という2つの思いが合わさって勢いでつけたタイトルだという。
4. ギブス
  - 『罪と罰』と同時発売された、通算5枚目のシングル表題曲。シングル盤の演奏がフェードアウトして終わるのに対して、アルバム盤では逆に盛り上がっていきカットアウトとなり、次曲「闇に降る雨」に繋がっている。また、シングル盤にはピアノが使われているが、アルバム盤ではシンセサイザーによるピアノの音色での打ち込みに変更されている。椎名はこの曲をシングルとして発売したことに関して、「アルバムに入っていても自然な曲で、シングルという概念が無く既にアルバムが完成していたからシングルカットした感じ」と語っている。
5. 闇に降る雨
  - ミュージック・ビデオも制作されており、ミュージック・ビデオ集『性的ヒーリング〜其ノ弐〜』に収録されている。椎名曰く「私の中での演歌的な部分を全部集めたような曲」とのことで、完成曲を「これって森昌子じゃん」と思ったという。またインタビューでは、サビの「雨だろうが運命（さだめ）だろうが」というフレーズに「当時よくこんな事言えたなぁ」と話している。
6. アイデンティティ
  - 初のライブ・ツアー「先攻エクスタシー」や、学園祭ツアー「学舎エクスタシー」などで既に披露されていた曲。そのため、アルバム発売前からインターネットに歌詞が掲載されており、それを知った椎名は「漢字変換もほとんど正しくて驚いた」とのこと。ミュージック・ビデオも制作されている（ミュージック・ビデオ集『性的ヒーリング〜其ノ弐〜』収録）。レコード会社との契約交渉の際に言われた、「「正しい街」の詞の意味がわかんない」「こういうアレンジは間違い」などという言葉に対し、「てやんでい！」と思って作ったという曲[12]。
7. 罪と罰
  - 『ギブス』と同時発売された、通算6枚目のシングル表題曲。以前から椎名が憧れていたというBLANKEY JET CITYの浅井健一がエレキギターおよび歯笛で参加している。歯笛で演奏が終了するシングル盤よりもアウトロが長い。
8. ストイシズム
  - 椎名曰く、この曲は前作『無罪モラトリアム』に収録されている「積木遊び」のような箸休め的な曲であるという。演奏時間は2分を切り、椎名の楽曲では最短[注 3]。
  - 歌詞カードに書かれている歌詞を歌っている他に、「あー」という声やドレミで歌っている声、しゃべり声など様々な音をミックスして作られた曲。「罪と罰」のサビの歌詞「あたしの名前をちゃんと呼んで」および「不穏な悲鳴を愛さないで」を逆から言っている箇所がある。また「アクセル、ブレーキ、パーキング」と言っている箇所は、The Turtlesのメンバーに「それがサビになる曲を書く」と約束したことから歌われており、それをちゃんと守っている自分がストイックだということでタイトルが「ストイシズム」とつけられたとのこと。
  - ライブで披露したのは後にも先にも2000年に行われた一夜限りのライブ「（稀）実演キューシュー 座禅エクスタシー」だけでのことである。
9. 月に負け犬
  - 椎名が18歳のころに製作された楽曲。椎名の楽曲では珍しく一人称が「僕」となっているが、これは椎名自身でも言い切れない内容を詞にしており、他人事のように描写するためらしい。
  - 上記の契約交渉の際に、同じくレコード会社の人間に「結局、虚勢を張ってんだか張ってねえんだかわかんねえんだよ！」と怒鳴られたという曲。そのとき何も言い返せなかったために、曲タイトルが「負け犬」になっているのだという[12]。
10. サカナ
  - この楽曲もライブで披露したのは「（稀）実演キューシュー  座禅エクスタシー」だけでのことである。
11. 病床パブリック
  - 1999年1月に発売された3枚目のシングル『ここでキスして。』がヒットを続けるその最中、病床で倒れた時に製作された曲。製作時期は「罪と罰」と重なるとのこと。
  - 歌詞中の「快感ジャガー」のジャガーは浅井健一の愛車のことを指しているという。
12. 本能
  - 100万枚近くを売り上げた、4枚目のシングルにして最大のヒット曲。ナース姿でガラスを叩き割るミュージック・ビデオが話題となった。
  - 「ギブス」や「罪と罰」とは異なりシングルバージョンのまま収録されたが、アウトロで次曲「依存症」に繋がる構成となっている。
13. 依存症
  - 椎名曰く「自殺と言うか、何もかも全部疲れた」という曲。詞曲ともに、次作アルバムに対する投げかけが行われている。椎名が男性と対等に接したいにもかかわらず依存してしまうことを歌い、彼女の恋愛観を表現している。椎名の楽曲ではもっとも演奏時間が長い[注 4]。
  - 歌詞カードの「　」で空白になっている部分には、当時の椎名の愛車であったメルセデス・ベンツの愛称「ヒトラー」と入るが、これが問題となって自主規制でプロモーション用のサンプル盤が回収された[注 5]。特に意味があって名付けたわけではなく、当時、身の回りの物にドイツ語の名前を付けることにはまっており、他にも飼い猫にはゲーテとシューマン、テディベアはツルゲーネフ[注 6]、ギターにはディートリッヒと名付けていた[13][14]。

### 楽曲クレジット
| 全作詞・作曲: 椎名林檎、全編曲: 亀田誠治、椎名林檎。 |                      |           |            |          |      |
| #                                                    | タイトル             | 作詞      | 作曲・編曲 | 編曲     | 時間 |
| 1.                                                   | 「虚言症」           | 椎名林檎  | 椎名林檎   |          | 5:26 |
| 2.                                                   | 「浴室」             | 椎名林檎  | 椎名林檎   |          | 4:15 |
| 3.                                                   | 「弁解ドビュッシー」 | 椎名林檎  | 椎名林檎   |          | 3:16 |
| 4.                                                   | 「ギブス」           | 椎名林檎  | 椎名林檎   |          | 5:38 |
| 5.                                                   | 「闇に降る雨」       | 椎名林檎  | 椎名林檎   |          | 5:03 |
| 6.                                                   | 「アイデンティティ」 | 椎名林檎  | 椎名林檎   |          | 3:05 |
| 7.                                                   | 「罪と罰」           | 椎名林檎  | 椎名林檎   |          | 5:32 |
| 8.                                                   | 「ストイシズム」     | 椎名林檎  | 椎名林檎   |          | 1:46 |
| 9.                                                   | 「月に負け犬」       | 椎名林檎  | 椎名林檎   |          | 4:14 |
| 10.                                                  | 「サカナ」           | 椎名林檎  | 椎名林檎   |          | 3:43 |
| 11.                                                  | 「病床パブリック」   | 椎名林檎  | 椎名林檎   |          | 3:16 |
| 12.                                                  | 「本能」             | 椎名林檎  | 椎名林檎   | 亀田誠治 | 4:14 |
| 13.                                                  | 「依存症」           | 椎名林檎  | 椎名林檎   |          | 6:23 |
| 合計時間:                                            | 合計時間:            | 合計時間: | 55:55      |          |      |

| #  | タイトル             | 作詞 | 作曲・編曲 | 時間 |
| -- | -------------------- | ---- | ---------- | ---- |
| 1. | 「虚言症」           |      |            | 5:26 |
| 2. | 「浴室」             |      |            | 4:15 |
| 3. | 「弁解ドビュッシー」 |      |            | 3:16 |

| #  | タイトル             | 作詞 | 作曲・編曲 | 時間 |
| -- | -------------------- | ---- | ---------- | ---- |
| 4. | 「ギブス」           |      |            | 5:38 |
| 5. | 「闇に降る雨」       |      |            | 5:03 |
| 6. | 「アイデンティティ」 |      |            | 3:05 |

| #   | タイトル         | 作詞 | 作曲・編曲 | 時間 |
| --- | ---------------- | ---- | ---------- | ---- |
| 7.  | 「罪と罰」       |      |            | 5:32 |
| 8.  | 「ストイシズム」 |      |            | 1:46 |
| 9.  | 「月に負け犬」   |      |            | 4:14 |
| 10. | 「サカナ」       |      |            | 3:43 |

| #         | タイトル           | 作詞  | 作曲・編曲 | 時間 |
| --------- | ------------------ | ----- | ---------- | ---- |
| 11.       | 「病床パブリック」 |       |            | 3:16 |
| 12.       | 「本能」           |       |            | 4:14 |
| 13.       | 「依存症」         |       |            | 6:23 |
| 合計時間: | 合計時間:          | 55:55 |            |      |

## クレジット
| - 椎名“マゾヒスト”林檎小娘：声ヴォイス (全曲)、激怒ピアノ (M-2)、激怒ギター (M-6、8、11) - 名越“ラムネ”由貴夫遅刻王：酸欠ギター (M-1、9、12)、アコギ (M-1) - 亀田“ハレンチ”誠治師匠：悩殺ベース (M-1-3、5-6、9-12)、闘病ベース (M-4)、格好良い悩殺ベース (M-7)、電気式ベース (M-13) - 河村“キリスト”母介係長：粘着ドラム (M-1、5、10)、闘病ドラムとタンバリン (M-4)、生ドラムとタンバリン (M-13) - 朝倉“アサチャン”弘一親方：乱闘ドラム(M-1、9)、パーカッション (M-1) - 中山“オケピット”信彦副委員長：惨劇プログラム (M-1、2-3、5、8、10)、惨劇シンセサイザー (M-12)、シンセプログラミング (M-13) - 森“グリッサンド”俊之本部長：誘惑エレピ (M-1)、誘惑オルガン (M-11)、生ピアノ (M-13) - 金原“ハイソサエティー”千恵子様御一行：高尚ストリングス (M-1) - 西川“スウィッチ”進元奴隷：全裸ギター (M-2)、闘病ギター (M-4)、着衣ギター (M-5-6、10-11)、着衣チューニングギター (M-8)、電気式ギター (M-13) | - 斎藤“ダッヂ”有太元番長：悪意シンセ (M-1)、軒並ハープ (M-1)、格好良い悪意オルガン (M-7)、悪意ウィリッツア (M-10)、悪意ピアノ (M-12) - 村石“ケンソー”雅行先輩：男気ドラム (M-3、6、11、12)、格好良い男気ドラム (M-7) - 戸谷誠：茶目ギター (M-3) - 皆川真人：合法シンセとコーラス (M-3) - 北城“フィルター”浩志博士：闘病プログラム (M-4) - 弦一徹勝ち戦記念楽団：不吉ストリングス (M-5) - 皆川“フェイント”真人議長：躍動タンバリン (M-6) - 山本“ムーグ”仁王立ち様：回転テーブルとターン机 (M-6) - 浅井“ベンジー”健一様：格好良い電気式ギター、歯笛 (M-7) - 時津“コンコース“梨乃姉さん：発音サンプル (M-8) - 水江“バグパイプ”洋館営業課長代理：小粋トランペット (M-10) - 山本ムーグ：ターンテーブル (M-13) - 中山信彦：シンセプログラミング (M-13) |